# Max Tegmark
Max Tegmark (* 5. května 1967 Stockholm) je švédsko-americký fyzik a kosmolog. Tegmark působí jako profesor na Massachusettském technologickém institutu a je vědeckým ředitelem Foundational Questions Institute.

## Život

### Začátky
Tegmark se narodil ve Švédsku jako Max Shapiro. Syn Karin Tegmarkové a Harolda S. Shapira studoval na Královském technologickém institutu v Stockholmu. Doktorský titul získal na Kalifornské univerzitě v Berkeley. Pracovat začal na Pensylvánské univerzitě a v současnosti působí na Massachusettském technologickém institutu. V průběhu studia Max se spolužákem Magnusem Bodinem napsali textový procesor v strojovém kódu pro švédský 8bitový počítač ABC80.

### Kariéra
Jeho výzkum se soustředí na kosmologii. Kombinuje teoretickou práci s novými měřeními, a upravuje tak kosmologické modely, často za pomoci experimentálních pracovníků. Publikoval více než 200 odborných prací. 9 z nich bylo citovaných více než 500krát. Na základě informační teorie vyvinul nástroje na analýzu dát pro experimenty s reliktním zářením jako COBE, QMAP a WMAP a i pro průzkum rudého posuvu galaxií jako Las Campanas Redshift Survey, 2dF Survey and the Sloan Digital Sky Survey.
Spolu s Danielem Eisensteinem a Waynem Hu představili myšlenku použití Akustických baryonových oscilací jako Standardní míry. S Andrewem Hamiltonem a Angelicou de Oliveira-Costa objevil v datech z WMAP anomálii zarovnání multipólů.
Tegmark zformuloval "Ultimate ensemble theory of everything", která říká, že všechny struktury, které existují matematicky existují i fyzikálně. Tato myšlenka je známá jako Hypotéza matematického vesmíru. O této své hypotéze napsal rovněž knihu "Our Matematical Universe", která v originále vyšla v roce 2014.
V roku 2012 byl zvolen členem American Physical Society za jeho přínos kosmologii, včetně přesných měření kosmického mikrovlnného pozadí a dat shlukování galaxií, testy inflační a gravitační teorie a vývoj nové technologie pro nízkofrekvenční rádiovou interferometrii.

### Osobní život
V roce 1997 se oženil s astrofyzičkou Angelicou de Oliveira-Costa. Rozvedli se v roce 2009. Mají dva syny, Philipa a Alexandra.

## Mediální vystoupení
- Tegmark byl v roce 2006 jedním z 50 vědců, se kterými magazín New Scientist dělal rozhovory o jejich předpokladech vývoje v budoucnosti.
- Objevil se v dokumentárním programu Parallel Worlds, Parallel Lives, kde s ním dělal rozhovor Mark Oliver Everett, syn Hugha Everetta, autora mnohasvětové interpretace kvantové mechaniky.
- Objevil se rovněž v následujících částech vědeckého seriálu Horizon na stanici BBC: "Who's afraid of a big black hole?", "What time is it?", "To Infinity and Beyond", "Is Everything We Know About The Universe Wrong?" and "What is Reality?"
- Vystoupil v několika epizodách Sci Fi Science: Physics of the Impossible. Americkém dokumentárním televizním seriálu, kde byl hostem známého teoretického fyzika Michia Kaku.